# Conothele varvarti
Espèce
Conothele varvarti est une espèce d'araignées mygalomorphes de la famille des Halonoproctidae.

## Distribution
Cette espèce est endémique d'Odisha en Inde,.

## Description
La femelle holotype mesure 15,52 mm.

## Publication originale
- Siliwal, Nair, Molur & Raven, 2009 : First record of the trapdoor spider genus Conothele (Araneae, Ctenizidae) from India, with a description of two new species. Journal of Arachnology, vol. 37, p. 1-9 (texte intégral).